# Economia do Azerbaijão
O elevado crescimento da economia do Azerbaijão no período 2006-2008 foi atribuído ao aumento das exportações de petróleo, porém alguns setores não exportadores apresentaram significativo crescimento, tais como a construção civil, o setor financeiro e o de imóveis, apesar da enorme importância do setor petrolífero. O país continua num processo de transição, na qual o estado continua a exercer um papel importante. Possui grandes reservas de petróleo e um grande potencial agrícola, graças aos seus variados climas. Desde 1995 o Azerbaijão coopera com o FMI, e tem conseguido êxito com o seu programa econômico de estabilização, que reduziu sua inflação a 1,8% ao ano em 2000, contra 1800% ao ano em 1994. Em 2000, o PIB cresceu mais de 11% ao ano, a quinta alta consecutiva. A moeda nacional, o manat, ficou estável em 2000, depreciando-se 3,8% em relação ao dólar.